# 中国国民党革命委员会安徽省委员会
中国国民党革命委员会安徽省委员会，简称民革安徽省委、安徽民革，是中国国民党革命委员会在安徽省的地方组织。